# Middelnederlandsch Woordenboek
Das Middelnederlandsch Woordenboek („Mittelniederländisches Wörterbuch“) ist das wichtigste Wörterbuch der mittelniederländischen Sprache.
Es wird häufig MNW oder Mnl. W. abgekürzt.
Der Zeitraum, der das MNW umfasst, geht in den ersten Bänden bis ca. 1500, in den späteren Bänden findet man jedoch auch Belege aus der ersten Hälfte des 16. Jahrhunderts.

## Geschichte des Wörterbuches
Im Jahre 1873 fingen Eelco Verwijs und Jakob Verdam an, Textausgaben, alte Wörterbücher und Handschriften zusammenzutragen, die als Grundlagen für das Wörterbuch dienen sollten.
Der erste Band erschien im Jahre 1885. 
Nach dem Tode von Verwijs im Jahre 1880 arbeitete Verdam alleine weiter und veröffentlichte die ersten acht Bände.
Als Verdam 1919 starb, übernahm F.A. Stoett die Arbeit.
Er veröffentlichte 1929 den neunten Band, der auch der letzte war.
Später gab es noch verschiedene Zusatzbände, u. a. den Band Bouwstoffen. Insgesamt ergaben sich von 1885 bis 1941 elf Bände, die in 's-Gravenhage verlegt wurden.

## Sortierreihenfolge
Da das Mittelniederländische keine einheitliche Rechtschreibung hatte, gab es beim Erstellen des Wörterbuches das Problem der alphabetischen Sortierung.
Wörter, die mit c anfangen, muss man im MNW unter k suchen, wenn das c wie k ausgesprochen wurde, z. B. confessie („Konfession“).
Wörter, die mit z anfangen, muss man unter s suchen, auch wenn die Schreibweise mit z im Mittelniederländischen schon vorkommen konnte, z. B. soeken oder zoeken („suchen“).

## ZusatzbandBouwstoffen
Das MNW gibt Zitate, die die Verwendungsweise eines Stichwortes deutlich machen, allerdings ohne Angabe darüber, wann und wo der Text entstanden ist, in dem das Stichwort vorkommt.
Die Belege für diese Zitate (Ort und Zeitpunkt des Zitats) muss man im Zusatzband Bouwstoffen nachschlagen.
Die Bedeutungen der Stichwörter (also die Übersetzungen ins moderne Niederländisch) in den neun Hauptbänden sind nicht sehr genau.
Wenn man genau wissen will, welche Bedeutungen ein Stichwort hatte und wie häufig diese Bedeutungen vorkamen, dann muss man ebenfalls im Zusatzband Bouwstoffen nachschlagen.